# Fuerzas Armadas de Etiopía
La Fuerza de Defensa Nacional de Etiopía (FDNE) (en amhárico: የኢፌዲሪ መከላከያ ሠራዊት) (en inglés: Ethiopian National Defense Force) es una de las mayores fuerzas militares en África, junto con Egipto y Marruecos, la 29.ª más grande del mundo. Su número se ha reducido considerablemente desde finales de la guerra con Eritrea en 2000. 
En enero de 2007, durante la guerra de Somalia, las fuerzas etíopes se dice que constaba de unos 200 000 efectivos. Esta cifra es inferior a la estimación de 252 000 efectivos del año 2002, siendo más o menos el mismo número que se mantuvo durante el régimen Derg que sucumbió ante las fuerzas rebeldes en 1991. Desde principios del decenio de 1990, la ENDF ha estado en transición de una fuerza rebelde a una organización militar profesional con la ayuda de los Estados Unidos y otros países. La capacitación en la eliminación de minas, asistencia humanitaria y las operaciones de mantenimiento de la paz, la educación profesional militar y la justicia militar se encuentran entre la gran mayoría de los programas patrocinados por los EE. UU.
- Datos: Q257656
- Multimedia: Military of Ethiopia / Q257656